# Вале Апарињано (Асколи Пичено)
Вале Апарињано (итал. Valle Apparignano) насеље је у Италији у округу Асколи Пичено, региону Марке.
Према процени из 2011. у насељу је живело 26 становника. Насеље се налази на надморској висини од 281 м.